# ماركوس مارتينز (لاعب كرة قدم)
ماركوس مارتينز (بالبرتغالية: Marcos Martins dos Anjos‏) هو لاعب كرة قدم برازيلي في مركز ظهير ‏، ولد في 24 يوليو 1989 في سوتو سواريس في البرازيل. شارك مع منتخب البرازيل تحت 20 سنة لكرة القدم. أما مع النوادي، فقد لعب مع أتلتيكو غويانيينسي ونادي أفاي لكرة القدم ونادي باهيا ونادي سيارا ونادي فيتوريا ونادي كروزيرو.

## وصلات خارجية
- ماركوس مارتينز (لاعب كرة قدم) على موقع قاعدة بيانات كرة القدم.إي يو (الإنجليزية)
- ماركوس مارتينز (لاعب كرة قدم) على موقع Soccerway.com (الإنجليزية)